# Перепілка скельна
Перепілка скельна (Perdicula argoondah) — вид куроподібних птахів родини фазанових (Phasianidae). Поширений у Південній Азії.

## Назва
Наукова назва «argoondah» походить від асамського слова «goondri», що є назвою місцевого виду перепела Perdicula manipurensis.

## Поширення
Ендемік Індії. Поширений на заході і в центрі Індостану від Гуджарату на півночі до Мадх'я-Прадеш і Андхра-Прадеш на сході та до Керали на півдні. Трапляється в посушливих районах із чагарниковими луками та колючими кущами і рідко зустрічається вище 600 метрів над рівнем моря.

## Підвиди
Виділяють три підвиди:
- P. a. argoondah (Sykes, 1832), номінативна форма, зустрічається від Мадх'я-Прадеш до Мадраса на південь.
- P. a. meinertzhageni Whistler, 1937, на півночі Індії.
- P. a. salimalii Whistler, 1943, мешкає в латеритних пустелях південно-західної частини Індії, у штаті Керала.

## Опис
Перепілка скельна дуже схожа на перепілку чагарникову (Perdicula asiatica). Вона має довжину 17,0–18,4 см і важить 64–85 г. Оперення має деякий відтінок коричневого з смужками та плямами більш темного кольору. Діагностичною ознакою є те, що крайнє первинне перо довше, ніж внутрішнє, а внутрішня павутина первинних пер з перемичками або вкраплена червоним.

## Спосіб життя
Цей птах живе зграями з 10 до 20 птахів, які, ймовірно, складаються з об'єднання родин. Ночує невеликими групами, всі птахи щільно сидять у купці. Моногамний птах. Гніздо — це звичайний виїмка в землі, викопана біля основи пучка трави, куща або каменя, обмеженого деякими трав'янистими залишками. Відкладання відбувається цілий рік, ймовірно, пов'язане з опадами, але найбільше виводків зустрічається навесні та восени. Насиджує самиця. Кілька виводків можуть об'єднатися після вилуплення під наглядом кількох дорослих птахів.